# Полесье (Рязанская область)
Полесье — посёлок в Пителинском районе Рязанской области России. Входит в состав Ермо-Николаевского сельского поселения.

## История
В 1992 г. указом ПВС РФ поселок отделения «Комсомол» совхоза «Красный партизан» переименован в Полесье.

## Население
| 2010 |
| ---- |
| 6    |